# Cantones de Var

## 1997-2015

### Cantones de Var
El departamento francés de Var, de la región de Provenza-Alpes-Costa Azul se componía hasta el 22 de marzo de 2015 de 43 cantones, que se repartían por distrito, como sigue:
- Distrito de Brignoles[1] (9 cantones - subprefectura: Brignoles):
Aups - Barjols - Besse-sur-Issole - Brignoles - Cotignac - La Roquebrussanne - Rians - Saint-Maximin-la-Sainte-Baume y Tavernes

- Distrito de Draguignan[2] (12 cantones - subprefectura: Draguignan):
Callas - Comps-sur-Artuby - Draguignan - Fayence - Fréjus - Grimaud - Le Luc - Le Muy - Lorgues - Saint-Raphaël - Saint-Tropez y Salernes

- Distrito de Tolón[3] (22 cantones - prefectura: Tolón):
Collobrières - Cuers - Hyères-Este - Hyères-Oeste - La Crau - La Garde - La Seyne-sur-Mer - La Valette-du-Var - Le Beausset - Ollioules - Saint-Mandrier-sur-Mer - Six-Fours-les-Plages - Solliès-Pont - Tolón-1 - Tolón-2 - Tolón-3 - Tolón-4 - Tolón-5 - Tolón-6 - Tolón-7 - Tolón-8 y Tolón-9

## 2015

### Redistribución cantonal
Para conseguir la reforma territorial que se propuso en 2010, la asamblea nacional adoptó definitivamente el 17 de abril de 2013 la reforma del modo de votación en las elecciones departamentales, con la finalidad de garantizar la paridad hombres/mujeres, cuyas leyes resultantes (ley orgánica 2013-402 y ley 2013-403) fueron promulgadas el 17 de mayo de 2013.
Una nueva redistribución territorial fue definida por decreto del 27 de febrero de 2014, para el departamento de Var, que entró en vigor en el momento de la primera renovación general de asamblearios departamentales después de dicho decreto, cuestión que pasó en marzo de 2015. 
Los consejeros departamentales, son elegidos por escrutinio mayoritario binominal mixto, siendo los electores de cada cantón los que eligen para el consejo departamental (nueva denominación de los consejeros generales), a dos miembros de sexo diferente, que se presentan juntos a la candidatura. Los consejeros departamentales son elegidos para seis años en escrutinio binominal mayoritario de dos turnos, siendo necesario un 10%  de votos para el acceso al segundo turno. De otra forma la totalidad de los consejeros departamentales son renovados.
Este nuevo modo de escrutinio necesitaba una redistribución de los cantones, cuyo número fue dividido de dos y redondeado a la unidad impar superior inmediata en aplicación del artículo n.º 4 de la Ley 2013-403. En el departamento de Var el número de cantones pasó así de 43 a 13.
Los criterios de la redistribución cantonal son los siguientes: el territorio de cada cantón debe estar definido sobre bases esencialmente demográficas, debiendo ser el territorio de cada cantón continuo y las comunas de menos de 3500 habitantes deben estar totalmente comprendidas en dicho cantón. Para ello, no se tendrán en cuenta, ni los límites territoriales de los distritos ni las circunscripciones legislativas que se les apliquen.
Conforme a múltiples decisiones del consejo constitucional tomadas desde 1985 (particularmente la decisión n.º 2010-618 DC del 9 de diciembre de 2010), está permitido un ±20% de variabilidad en el ratio consejero/habitante medio del departamento como admisible para el principio de igualdad de los electores respecto a los criterios demográficos. Para el departamento de Var, la población de referencia es la población legal vigente en el 1 de enero de 2013, sobre los datos poblacionales de 2010, es decir 1008183. Con 13 cantones, la población media departamental es de 43834 habitantes, por lo que la población de cada nuevo cantón debe de estar entre los 35067 y los 52601 habitantes para respetar dicho principio.